# Баттяні

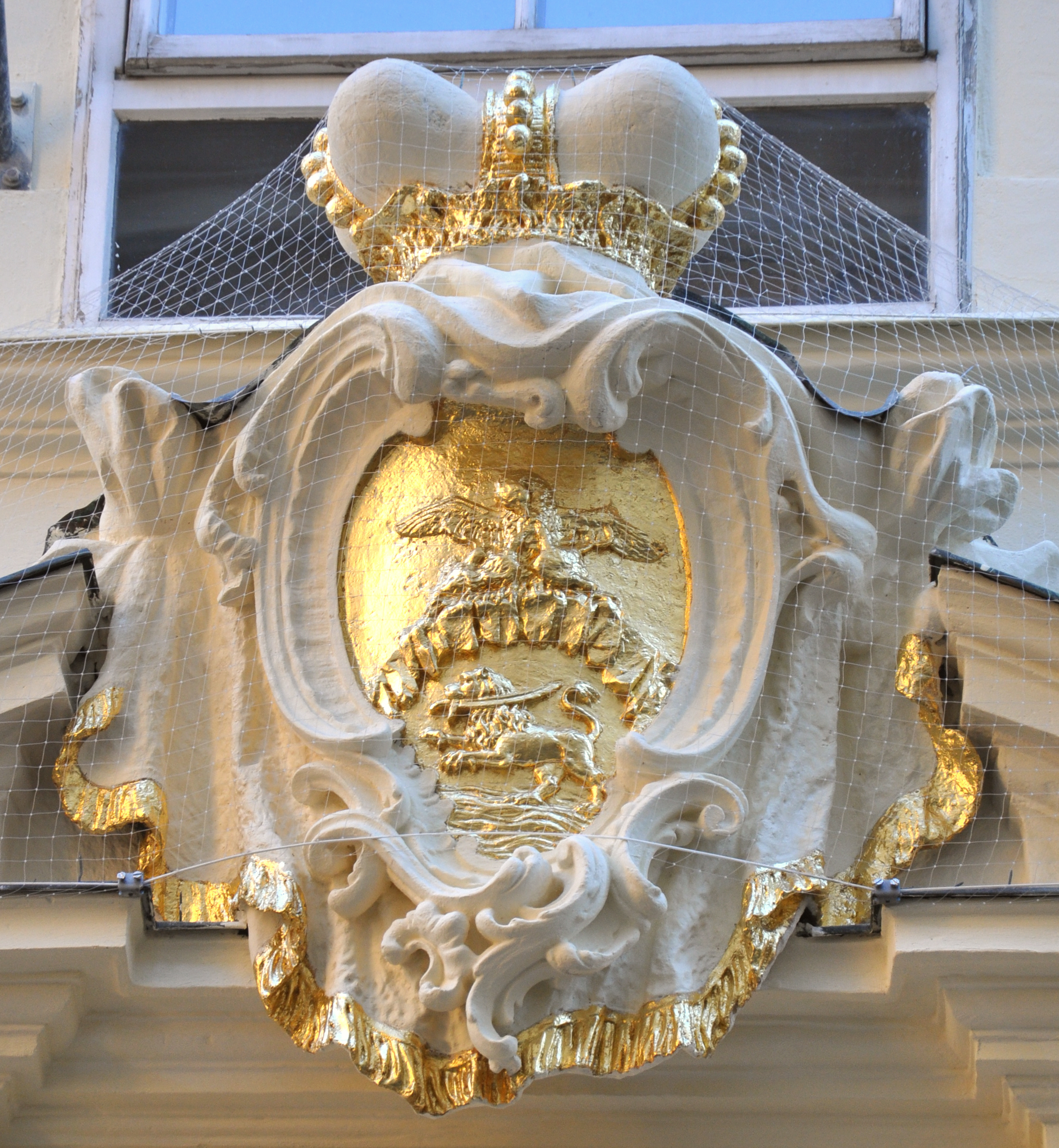
Герб роду Баттяні над входом до їхнього віденського палацу

Баттяні, Баттьяні або Батьяні (Batthyány) — одна з найбагатших магнатських родин Угорщини, що претендувала на походження від одного з вождів Арпада під час вторгнення мадярів до Паннонії у IX столітті. Вперше згадується в документах, датованих 1398 роком. З 1524 року старша гілка облаштувалась у Неметуйварі, у 1603 році зведена в ранг імперських графів.
З початку XVI століття, яке взагалі в історії Баттяні стало золотою сторінкою, цей рід дав Угорському королівству немало хорватських банів. 1570 року Балтазар Баттяні перетворив родове гніздо, Неметуйвар, на центр протестантизму на заході Угорщини. Один з його нащадків, Адам Баттяні (1610-59), бувши католиком, заснував у Неметуйварі францисканський монастир. Від його старшого сина Кристофа походить старша лінія роду, Баттяні-Штратманн (Batthyány-Strattmann), від молодшого, Пала — набагато чисельніша лінія, яка продовжила володарювати Неметуйваром.

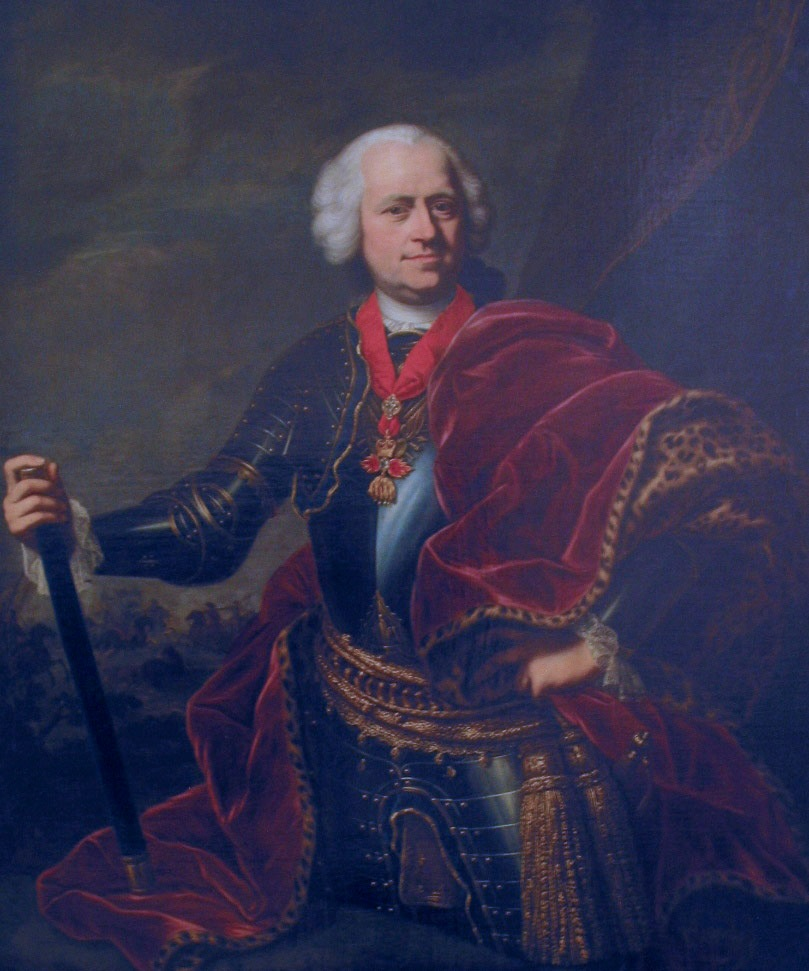
Перший князь Баттяні

1764 року один зі сподвижників Євгенія Савойського, імперський фельдмаршал Карл Йозеф Баттяні, який за 20 років до того здобув історичну перемогу при Пфаффенгофені, був нагороджений імператрицею Марією Терезією князівським титулом. Оскільки всі дев'ять дітей, народжених ним у трьох шлюбах, померли немовлятами, після смерті фельдмаршала княжий титул перейшов до його племінника, а потім — до дітей та онуків останнього. Головною резиденцією княжої (старшої) лінії був бароковий палац у Керменді, збудований у 1730-45 роках. Останній її представник помер у Кермендському палаці 1914 року, після чого княжий титул успадкував дуже далекий кузен з-поміж нащадків Пала.
Якщо їхні суперники за вплив у Бургенланді, магнати Естергазі, підтримували живопис та музику, то князі й графи Баттяні прославились збиранням книг. У 1838 році князь Густав Баттяні подарував Угорській академії наук своє книжкове зібрання, до якого входив такий унікум, як донині не розшифрований кодекс Рохонці, названий так за замком Баттяні у Рехніці, де він зберігався. Інший коштовний манускрипт, Золотий кодекс із Лорша, зберігається у бібліотеці Баттяні в румунському місті Алба-Юлія.
Лайош Баттяні під час революції 1848 року став першим прем'єр-міністром Угорщини; він був страчений у Пешті й шанується як національний герой. Після Другої світової війни власність родини Баттяні була здебільшого конфіскована у тогочасних соціалістичних країнах, хоч у них залишилась чимала нерухомість в Бургенланді, зокрема Неметуйварську фортецю, придбану ще 1524 року.

## Відомі представники родини
- Балтазар Баттяні (1543–1590), барон, високоосвічений гуманіст, став протестантом у 1570 році
- Адам Баттяні (1610–1659), граф, засновник францисканського монастиря в Гюссінгу
- Кароль Йозеф Баттяні (1698–1772), австрійський фельдмаршал та останній педагог Йосипа II
- Йозеф Баттяні (1727–1799), архієпископ Естергомський, примас Угорщини
- Ігнац Баттяні (1741–1798), єпископ
- Лайош Баттяні (1807–1849), страчений, перший угорський прем'єр-міністр
- Казимир Баттяні (1807–1854), міністр закордонних справ в уряді попереднього
- Густав Баттяні (1803–1883), англійський спортсмен, розводив коней
- Ласло Баттяні-Страттманн (1870–1931), окуліст, долучений до числа блаженних у 2003 році
- Маргіт Баттяні (1914–1959), жила у Франції й була хазяйкою кінного заводу

|                                          |  |                             |  |                                |
| Цитадель Баттяні в Неметуйварі (Гюссінг) |  | Мавзолей Баттяні-Монтенуово |  | Кермендська резиденція Баттяні |